# Sous un soleil énorme
Albums de Bernard Lavilliers
5 minutes au paradis
(2017)
Sous un soleil énorme est le 23e album studio de l’auteur-compositeur-interprète Bernard Lavilliers, publié en 2021.

## Liste des titres
| No  | Titre                                                                     | Paroles                               | Musique                           | Durée |
| --- | ------------------------------------------------------------------------- | ------------------------------------- | --------------------------------- | ----- |
| 1.  | Le Cœur du monde                                                          | Bernard Lavilliers                    | Romain Humeau                     | 3:28  |
| 2.  | Voyages                                                                   | Bernard Lavilliers                    | Romain Humeau                     | 4:44  |
| 3.  | Je tiens d’elle (avec Terrenoire)                                         | Bernard Lavilliers, Raphaël Herrerias | Raphaël Herrerias, Théo Herrerias | 3:59  |
| 4.  | Beautiful Days                                                            | Bernard Lavilliers                    | Michaël Lapie                     | 2:42  |
| 5.  | Toi et moi                                                                | Seu Jorge                             | Seu Jorge                         | 3:54  |
| 6.  | Les Porteños sont fatigués                                                | Bernard Lavilliers                    | Bernard Lavilliers                | 3:20  |
| 7.  | Le piéton de Buenos Aires                                                 | Bernard Lavilliers                    | Bernard Lavilliers                | 4:09  |
| 8.  | Qui a tué Davy Moore ? (avec Éric Cantona, Hervé, Izïa et Gaëtan Roussel) | Graeme Allwright                      | Bob Dylan                         | 2:36  |
| 9.  | Corruption                                                                | Bernard Lavilliers                    | Romain Humeau                     | 3:55  |
| 10. | Noir Tango                                                                | Bernard Lavilliers                    | Xavier Tribolet                   | 3:24  |
| 11. | L'Ailleurs                                                                | Bernard Lavilliers                    | Jérôme Coudanne                   | 4:24  |